# Sara Isaković
Sara Isaković, slovenska plavalka, * 9. junij 1988, Kranj, Slovenija.

## Mladost in začetek kariere
Njena družina je kmalu po njenem rojstvu odšla po svetu, ker je njen oče Nenad pilot. Nazadnje so bili v Dubaju, kjer je mati Rebeka, včasih jugoslovanska rekorderka, ob pomoči trenerke, ki je včasih trenirala Darjana in Boruta Petriča, Saro in njenega brata dvojčka Gala, trenirala plavanje. Splavala je že pri dveh letih in pol v Dubaju oz. v Kuala Lumpurju.
Leta 2001 je pričela trenirati v radovljiškem klubu Žito Gorenjka pri trenerju Mihi Potočniku. Prva leta je trenirala v bazenu pod Oblo Gorico, a sta od nje dosegali boljše rezultate klubski kolegici Nataša Kejžar in Anja Klinar.
Prvi veliki uspeh je doživela na mladinskem evropskem prvenstvu leta 2003, ko si je na 100 m prosto priborila četrto mesto in ugotovila, da je najboljša v prostem slogu, čeprav je sama želela plavati hrbtno. Leta 2004 je zelo napredovala in na mladinskem prvenstvu na 100 m in 200 m prosto zmagala, pri čemer je na 200 m prosto dosegla tudi svetovni rekord mladinskih prvenstev. S tem si je, kot najmlajša plavalka, priborila mesto v slovenski reprezentanci in na olimpijskih igrah v Atenah.
Na sredozemskih igrah je dobila dve srebrni medalji. Leta 2005 je na svetovnem prvenstvu v kanadskem Montrealu postala prva slovenska plavalka, ki je prišla v finale svetovnega prvenstva in dosegla peto mesto. Na državnem prvenstvu v Radovljici je zmagala na 100 m prosto in na 50 m delfin.
V Eindhovnu je leta 2008 po 27 letih priplavala Sloveniji zlato medaljo na Evropskem prvenstvu.

## Poletne olimpijske igre 2008 v Pekingu
Na Poletnih olimpijskih igrah v Pekingu je Sara dosegla svoj cilj. Osvojila je olimpijsko medaljo v kategoriji 200 metrov prosto. 11. avgusta je na kvalifikacijski tekmi s časom 1:55,86 izbolojšala državni rekord in olimpijski rekord, ki pa ga je že nekaj minut zatem s svetovnim rekordom 1:55:45 popravila italijanska plavalka Federica Pellegrini, ko je plavala v naslednji skupini. Naslednji dan, 12. avgusta je nastopila v polfinalu, kjer je premagala vse konkurentke. Njen čas je bil 1:56:50, druga je bila američanka Katie Hoff (1:57:01), tretja pa Pellegrinijeva s časom 1:57:23.
V finalu 13. avgusta je Isakovićeva s časom 1:54,97 osvojila srebrno medaljo. S tem časom je izboljšala slovenski (svoj) državni rekord, hkrati pa za prehitela čas dotedanjega svetovnega rekorda v tej disciplini, ki ga je Pellegrinijeva postavila dva dni prej. V tekmi je zmagala za 15 stotink hitrejša Federica Pellegrini (1:54:82), bronasto medaljo pa je osvojila Kitajka Džijing Pang s časom 1:55,05. Vse prve tri tekmovalke so plavale boljše od svetovnega rekorda. Za Slovenijo je bila to prva uvrstitev v finale kakšne plavalne tekme in tudi prva plavalna olimpijska medalja, hkrati pa prva medalja pekingških iger.

## Konec kariere
Po nekaj letih občasnega tekmovanja in treniranja ob študiju na Univerzi Berkeley, kjer je leta 2013 diplomirala iz psihologije, je poleti 2014 napovedala pripravo na Poletne olimpijske igre 2016 v Riu de Janeiru, toda v začetku avgusta istega leta je napovedala konec kariere v starosti šestindvajset let.